# Veijo Baltzar
Veijo Baltzar (Kuopio, 1942. június 9. –) nomád cigány származású kulturális tanácsos, finn író, színpadi rendező és társadalmi aktivista, kulturális polihisztor. A kortárs cigány drámairodalom legjelentősebb szerzője, rendező, forgatókönyv-, hangjáték- és drámaíró, színházi pedagógus.

## Pályafutása
Baltzar nemzetközileg is kiemelkedő cigány író, aki az 1960-as években indult írói, művészeti és kultúrpolitikai pályafutása során jelentős hídépítő munkát végzett a többségi lakosság és a kisebbségek között. Az elismert művész írói munkássága több mint 72 kreatív alkotást ölel fel, amelyek között regények, színművek, librettók, verseskötetek és forgatókönyvek szerepelnek. Első regénye, a Tűzforró út (Polttava tie, 1968) megjelenésekor hatalmas szenzációt keltett. Baltzar legutóbbi regénye, a Háborúban és szerelemben (Sodassa ja rakkaudessa, 2008) kelet-európai cigányok sorsát mutatja be a második világháború idején. A cigány nemzeti eposzként emlegetett Phuro (2000) a nomád cigányok vérörökségében, életstílusában, valamint szellemi-társadalmi, közösségi kultúrájában mélyül el.
Baltzar saját színházat vezetett, több tucat színdarabot rendezett, oktatott a Színművészeti Főiskolán, valamint a képzőművészetben is tevékenyen alkot.
Baltzars identitása, erős kulturális háttere és a többségi népesség kultúrájának alapos ismerete határozott és kritikus ablakot nyitott mindkét világra. Az írót jól ismerik merész, ugyanakkor kivétel nélkül építő jellegű kritikájáról, amely kíméletlenül irányul mind a többségi népességre, mind a romákra, de különösen a multikulturális társadalomra és annak hatalmi struktúráira.
Baltzar munkásságának viszonya a többségi népesség és a cigányság közötti kölcsönhatással ellentmondásos. Baltzar a cigány kultúrát kicsi, de erős kisebbségi kultúraként jeleníti meg, amely folyton azon vívódik, hogy saját szempontjából vajon melyik a kifizetődőbb lehetőség: az elszigetelődés és a hagyományokhoz való merev ragaszkodás, vagy pedig a nyitás és a rugalmasság.
Baltzar nem támogatja az uralkodó kultúrába való beolvadást, az integrációt azonban elfogadja. Baltzar szerint a multikulturális Európában a megfelelés kultúrája uralkodik, amelynek révén a többségi népesség mellett számos kisebbség és bevándorló önmagától asszimilálódik.
Tarja Halonen köztársasági elnök 2011-ben munkásságának elismeréseként kulturális tanácsosi címet adományozott Baltzarnak.
Veijo Baltzar a Drom egyesület alapítója és elnöke. A Drom kreatív kulturális és művészeti egyesületet 1976-ban alapították. Az egyesület célja a kultúrák közötti párbeszéd előmozdítása Finnországban és nemzetközi téren, művészeti és kultúrpolitikai eszközökkel.
„Nomád cigányok voltunk, Savo volt a területünk. 12-en voltunk testvérek. Az éhezés és a nyomor mindennapos vendég volt nálunk. A család legerősebb és legegészségesebb tagjai csak három- vagy négynaponta ettek. Apám lókupec volt, lovakat adott el a gazdáknak mezőgazdasági munkára. Anyám kézművességgel foglalkozott. Az otthontalan vándor számára a házak közötti távolságok hosszúak voltak, a kemény fagyban zúzmara hevítette a ló testét." (Veijo Baltzar)

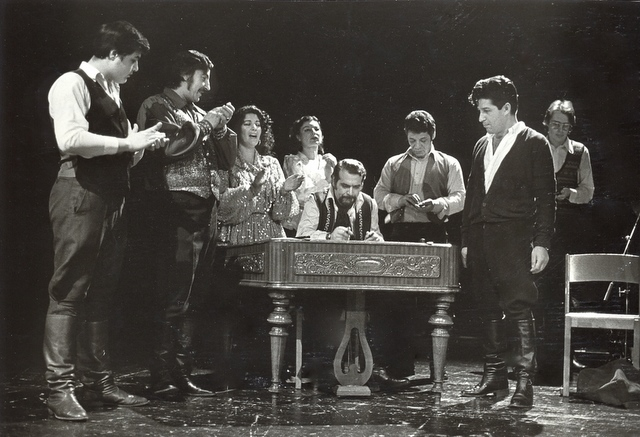
Veijo Baltzar, The Black Sourge 1981-1982